# Saint-Rogatien
Saint-Rogatien è un comune francese di 1 929 abitanti situato nel dipartimento della Charente Marittima nella regione della Nuova Aquitania.

## Società

### Evoluzione demografica
Abitanti censiti